# 일본철도노동조합연합회
일본철도노동조합연합회(일본어: 日本鉄道労働組合連合会 니혼테츠도로도쿠미아이렌고카이[*], 영어: Japan Railway Trade Unions Confederation; JRTU), 약칭 JR연합(일본어: JR連合 제이아루렌고[*])는 JR 그룹 각 회사의 노동조합들의 연합조직이다. 일본노동조합총연합회(연합), 전일본교통운수산업노동조합협의회(교운노협), 국제운수노동자연맹(ITF)에 가맹해 있다.
현재 JR그룹 최대 규모의 노동조직을 형성하고 있다. 원래 JR 동해를 기준으로 이동은 JR총련, 이서는 JR연합이 다수파 노조를 점하고 세력을 양분하고 있었지만, 2018년 JR동일본의 노정전환에 따라 JR총련 산하 노조가 대량탈퇴함에 따라 현재는 JR총련을 크게 앞지르고 있다. 2020년 기준 조합원은 77,699명.
옛 일본국유철도 시절의 노사협조파 노조였던 철도노동조합(철노)의 사실상의 후신이다.

## 산하 노조
- JR홋카이도 노동조합(JR북노조)
- 제이아루 이스트유니온(JRE유니온)
- JR동해그룹 노동조합연합회(JR동해연합)
  - 동해여객철도노동조합(JR동해유니온)
  - 외 21개 노동조합
- JR서일본그룹 노동조합연합회(JR서일본연합)
  - 서일본여객철도노동조합(JR서노조)
  - 외 48개 노동조합
- JR시코쿠연합
  - 시코쿠여객철도노동조합(JR시코쿠노조)
  - 외 3개 노동조합
- JR큐슈연합
  - 큐슈여객철도노동조합(JR큐슈노조)
  - 외 6개 노동조합
- 화물철도산업노동조합(화물철산노)
- JR연합 지방협의외